# Cheon Un-yeong
Cheon Un-yeong (hangeul : 천운영) est une romancière sud-coréenne née en 1971 à Séoul. 

## Biographie
Cheon Un-yeong a fréquenté l'Institut des arts de Séoul où elle a étudié l'écriture créative. Elle intègre ensuite l'université Hanyang, où elle obtient l'équivalent d'une licence en journalisme avant de réaliser un master à l'université de Corée en littérature. Bien que Cheon n'ait publié que deux volumes de nouvelles, elle est considérée comme une pionnière dans la littérature coréenne moderne, et ses œuvres ont fait l'objet de nombreuses analyses.

## Œuvre
L'Institut coréen de traduction littéraire (LTI of Korea) résume le travail de Cheon de cette manière : 
Les œuvres de Cheon s'écartent considérablement des préoccupations thématiques comme l'amour, les affaires extra-conjugales, les sensibilités urbaines ou les classes moyennes qui ont caractérisé la plupart des œuvres de fiction de la littérature féminine coréenne dans les années 1990. Les femmes dans les romans de Cheon ne sont pas définies comme le veut la tradition coréenne ou par les valeurs confucéennes, mais par leurs tendances hédonistes et leurs instincts primitifs. Une telle vision de la féminité s'exprime souvent à travers des images viscérales et visuellement choquantes. Ainsi Respiration (Sum) met en scène une vieille femme qui travaille dans la boutique d'un boucher et savoure chaque partie des vaches qu'elle met en vente : elle mange des morceaux de cerveau cru de vache comme un mets délicat, elle croit que manger des foies est un remède pour les vertiges et les entrailles un remède pour l'indigestion. Son amour pour la viande est décrite jusqu'à en devenir grotesque, notamment quand elle commence à avoir un penchant pour les fœtus de vache. Dans L'aiguille (Baneul), la protagoniste, une jeune femme est une tatoueuse qui aime regarder la première goutte de sang qui suinte de la peau de son client lors du tatouage.
Cheon localise la source de ces agressions et des violences dans les états prolongés de l’oppression, de l'aliénation ou de la peur. Dans L'aiguille (Baneul), le travail de la tatoueuse est mis en parallèle avec le travail de sa mère qui travaillait comme brodeuse, malheureuse de sa relation avec un moine. Cheon affirme que les comportements "animaliers", agressifs, sont un mécanisme de défense déclenché face à la dure réalité du quotidien.